# Tlaximaltepoztli
El tlaximaltepoztli (del náhuatl, tlāximaltepōztli; tlaximalli ‘astillas o virutas de madera’ y tepoztli ‘hacha’), también llamado tlaximaltepuztli, era el nombre en náhuatl que recibían distintas herramientas metálicas para el trabajo y labranza de la madera en Mesoamérica. El tlaximaltepoztli estaba formada por un mango de madera en forma angulada, en el cual la cabeza metálica estaba incrustada por medio de un engarce reforzado con mecate. Su uso está documentado en los códices coloniales como el Mendoza, donde es la principal herramienta del oficio del carpintero, llegando esta a ser el glifo identificativo de tal oficio. Aunque se han conservado las cabezas metálicas, no se conocen ejemplares completos de esta herramienta provenientes del contexto arqueológico. 

Tlaxinqui o carpintero en el Códice Mendoza. Se observa que en una mano sostiene un tlaximaltepoztli para la labranza de la madera

## Descripción
Según Alonso de Molina el vocablo tlaximaltepoztli significa "hacha para labrar o desbastar madera", lo cual es un claro indicativo a su uso como herramienta. Esta palabra en náhuatl, a su vez, se compone de distintos elementos, ya que esta lengua es polisintética. La primera parte del vocablo es tlaximalli, que a su vez se subdivide en tla, artículo indefinido, y xima, que "según registra Molina, significa rapar o cortar el cabello". el último término, tepoztli, ha sido tradicionalmente traducido como hacha; sin embargo, Mario E. Fuente Cid propone que este término presenta una polisemia amplia que no ha sido descrita adecuadamente.Si bien un gran número de instrumentos metálicos pueden ser denominados simplemente hachas, al momento de entenderlos en el contexto del trabajo de madera, estos deben recibir una denominación distinta como "azuela", "hachuela", "gubia" o "formón". Esta diversidad de términos es concordante con las distintas formas de instrumentos metálicos encontrados en el registro arqueológico, lo cual pone en evidencia la alta especialización y diversificación de las herramientas metálicas durante el posclásico mesoamericano. El vocablo tla, puede ser sustituido por quauh, raíz de madera, en topónimos como Cuauhximalpan.